# Народна скупштина Србије у Крагујевцу 1877.
Редовни сазив Народне скупштине је био одржан у Крагујевцу од 19. јуна до 24. јула 1877.

## Скупштина у Крагујевцу 1877.
Сазивање Велике народне скупштине y фебруару 1877. није могло да утиче на рад редовне законодавне Народне скупштине изабране 3. августа 1875. У току рата она се није састајала, нити је имала утицаја на ток послова насталих после неуспешно завршеног рата. Сазвана у други редован сазив 19. јуна 1877. у Крагујевцу, Скупштина је тим питањима имала тек да се бави, утолико више што је незадовољство у земљи било велико, и што је на прагу био нови рат, сада већ y заједници са Русијом.
За председника скупштине постављен је Димитрије Јовановић, a за потпредседника Александар Николајевић. За секретаре Скупштина је изабрала Аксентија Ковачевића, Живка Недића, Пантелију Срећковића и Илију Стојановића.
Дана 20. јуна седнице другог сазива отворене су Беседом Кнеза Милана. „Ви сте већ дали доказа разборитости и патриотизма," наглашавано је у Кнежевој Беседи, „да могу с пуним поуздањем очекивати да ћете ви, сви до једнога, проникнути озбиљношћу времена, сложно између себе, сложно са мојом владом, радити..." Приликом израде скупштинске Адресе поднесена су два пројекта врло опречне садржине. Ипак је велику већину при изгласавању добила Адреса коју су предложили либерали. Не одобравајући даље ратовање посланици који су припадали опозицији коју су чинили консервативци, одлучили су да поднесу оставке на посланичке мандате. 27. јуна потписало је акт о оставци на мандат 25 послаиика; оставка је објављена у седници пленума али њен текст није читан, „ради погрдних израза“ које је садржавао, нити је тај текст унесен у скупштински протокол. Скупштина је уважила оставке, па су расписани избори за свих 25 упражњених мандата. Изборни резултат довео је у Народну скупштину скоро све саме присталице Адама Богосављевића и Милије Миловановића.
Прешавши на законодавни рад, Скупштина је донела ове законе: закон којим је Народна скупштина узела на знање нека привремена наређења, израђена на основу закона и законодавних одлука („ратни закони"), закон о ослобођењу ратних страдалаца од ђумручарине; закон о ослобађању пограничних страдалаца од плаћања таксе на шуму; закон о награди стенографима и преписницама у Народној скупштини; закон о управи српског народног зајма (принудни зајам); закон о трошарини на пиво; *** закона о рудама; закон о буџету државних прихода и расхода за рачунску 1877 годину; закон за измирење српског народног зајма од 1876 године; закон о измени полицијске уредбе, § 4; закон о измирењу државних издатака по ванредном буџету од 1877 године; закон о преустројству учитељске школе.
Други редован сазив завршен је 24. јула 1877. године, читањем Кнежевог указа.